# Ryjówka alpejska
Ryjówka alpejska (Sorex antinorii) – gatunek ssaka z rodziny ryjówkowatych.

## Genetyka
Diploidalna liczba chromosomów wynosi 2n = 24 lub 25. Liczba fundamentalna wynosi 40. Wśród autosomów obserwuje się 7 par metacentrycznych i 4 pary akrocentryczne. Występują 3 chromosomy płciowe, podobnie jak u ryjówki aksamitnej czy iberyjskiej. Dużemu, metacentrycznemu chromosomowi X towarzyszą dwa akrocentryczne chromosomy Y, przy czym Y1 jest mały, a Y2 osiąga średnie rozmiary.

## Budowa
Średnich rozmiarów ryjówka. Długość głowy i tułowia wynosi od 5,5 do 8,2 cm, w przypadku osobników niedojrzałych od 5,5 do 7,7 cm. Ogon mierzy od 4,0 do 5,5 cm. Tylna stopa ma od 1,1 do 1,3 cm. Masa ciała zawiera się w przedziale od 5,7 do 13 g, dla zwierząt niedojrzałych od 5,7 do 8,7 g, przy czym ciężarne samice mogą ważyć więcej.
Ubarwienie ryjówki alpejskiej obejmuje 3 barwy. Grzbiet przyjmuje kolor ciemnego bądź jasnego brązu. Boki są czerwonawe w odcieniu brązowawym. Pod spodem znajduje się jasnoszary brzuch.

## Systematyka
Nowy gatunek ryjówki opisał w 1840 Karol Lucjan Bonaparte. Nie podał on miejsca typowego. Sytuację tę naprawił znacznie później, w 1963, E. von Lehmann. Jako miejsce typowe podał onPorlezzę, Lago di Lugano, Lombardię, północne Włochy. Jednakże ryjówki alpejskiej długo nie uznawano za osobny gatunek, ale za jedną z wielu odrębnych pod względem kariotypu ras ryjówki aksamitnej, tak samo jak choćby ryjówkę iberyjską. Z drugiej strony zauważono liczne odmienności kariologiczne, biochemiczne czy morfologiczne, które odróżniają ryjówkę alpejską od wszystkich innych chromosomalnych ras ryjówki aksamitnej. Wobec tego uznano ryjówkę alpejską za osobny gatunek. Z uwagi na pokrewieństwo z ryjówką aksamitną pozostawiono go jednak w grupie gatunkowej ryjówki aksamitnej, obejmującej też choćby ryjówkę iberyjską. Przynależność ryjówki alpejskiej do araneus group potwierdziły badania genetyczne dotyczące jądrowego i mitochondrialnego DNA.
Nie wyróżnia się podgatunków. Natomiast wyróżniany niegdyś jako odrębny gatunek Sorex arunchi, zwany ryjówką włoską, włączony został do ryjówki alpejskiej jako synonim.

## Tryb życia i cykl życiowy
Ryjówka alpejska przystępuje do rozrodu dwa lub trzy razy w ciągu jednego sezonu rozrodczego. Samica zachodzi w ciążę, po której wydaje na świat od pięciu do siedmiu noworodków.

## Rozmieszczenie geograficzne
Ryjówka alpejska jest gatunkiem europejskim. Jej zasięg obejmuje południowy wschód Francji, Szwajcarię i Włochy. W północno-wschodnich Włoszech wyróżniano niegdyś ryjówkę włoską, obecnie zsynonimizowaną z ryjówką alpejską. W stosunku do ryjówki aksamitnej ryjówka alpejska stanowi gatunek parapatryczny.

## Ekologia
Siedliskiem życia ryjówki alpejskiej są góry. Zamieszkuje ona Alpy, ale też Apeniny. Żyje w lasach mieszanych o drzewach iglastych i szerokolistnych.
Pożywieniem ryjówka alpejska nie różni się zbytnio od ryjówki aksamitnej. Wśród pokarmu ryjówki alpejskiej wyróżnia się dżdżownicowate, mięczaki, pająki, kosarze, chrząszcze i larwy muchówki, przy czym zdobycz ta występuje w jadłospisie ryjówki alpejskiej w podobnej ilości.

## Zagrożenia i ochrona
IUCN uznawała ryjówkę alpejską za gatunek o brakujących danych. Została ona poznana słabo, mimo że zdaje się występować pospolicie w rejonie swego zasięgu. Jednakże potem przyznano jej status gatunku najmniejszej troski.